# Julia Solis
Julia Solis é uma escritora e fotógrafa que investiga espaços urbanos arruinados. Ela é a fundadora de duas organizações de artes Urbex: Dark Passage e Ars Subterranea, ambas dedicadas a explorar e expor ruínas e á reas subterrâneas da cidade de Nova York e documentar todo o tipo de deterioração arquitetônica e transforma-la em arte.
Residente em Los Angeles até o final da década de 1990, após formar-se em filosofia pela UCLA, Julia decide mudar-se para Nova York afim de fundar o que seria um de seus mais conhecidos projetos.
Em 1998, ela funda juntamente com o Instituto Madagascar, a Dark Passage, no Brooklyn, a qual é "patrocinadora" de diversos eventos destinados a fotografia Urbex em geral. Além desta, ela também é fundadora da Ars Subterranea (2002), também destinada a exploração e exposição de fotografias dos espaços subterrâneos das ruínas de Nova Iorque. Esta organização ficou muito conhecida entre os exploradores devido ao fato de ser uma exposição sobre arte subterrânea em uma localização subterrânea real, o Túnel da Avenida Atlântico (NY).
Ainda em 2002, Julia registra a versão Alemã do "New York Underground", a qual foi publicada em Berlim. Juntamente com outros artistas, ela co-funda a Furnace Press, além de contribuir com os trabalhos de Bryan Papciak, Tom Kirsch, Suzy Poling e outros artistas de renome no meio Urbex.
Em meados de 2007, Julia organiza o evento Dark Passage em Detroit e, em 2008, resolve se mudar para lá. Após diversos contatos durante sua estadia, a fotógrafa (juntamente com vários colaboradores do evento) resolve comprar um edifício abandonado, o qual, atualmente, está sendo transformado no primeiro museu de curiosidades de Detroit. Atualmente, após uma fase de extrema decadência, o edifício retoma sua obras de revitalização.
Como escritora, em 2013 recebe uma bolsa da "New York Foundation for the Arts" pelo livro "New York Underground", além de ter o livro "Estágios da Decadência" com fotos exuberantes de teatros americanos e europeus abandonados.
Solis é a produtora executiva do filme American Ruins. Ela também se tornou membro oficial do Instituto Madagascar e membro do conselho da Place in History.